# Bolesław Konarski
Bolesław Konarski (ur. 2 lutego 1891 w Warszawie, zm. wiosną 1940 w Charkowie) – podpułkownik uzbrojenia inżynier Wojska Polskiego, działacz niepodległościowy, ofiara zbrodni katyńskiej.

## Życiorys
Urodził się 2 lutego 1891 w Warszawie, w rodzinie Franciszka i Julii z Dytkowskich (zm. 1913). Uczył się w warszawskim gimnazjum rządowym, z którego został relegowany za udział w strajku szkolnym. Ukończył Szkołę Wawelberga i Rotwanda w Warszawie i Instytut Elektrotechniki w Tuluzie.
Podczas I wojny światowej w 1915 wrócił na tereny polskie i rozpoczął pracę na kolei. Został wcielony do Armii Imperium Rosyjskiego i skierowany na tereny Rumunii w składzie oddziałów techniczno-hydraulicznych. Po wybuchu rewolucji rosyjskiej, przebywając w Jassach, był współzałożycielem Związku Polaków Wojskowych i zasiadł w zarządzie związku. Następnie był współtwórcą II Korpusu Polski w Rosji działając na polu reprezentacji strony polskiej wobec władz rumuńskich. Z II Korpusem odbył szlak bojowy. Po przegranej bitwie pod Kaniowem trafił do Kijowa, gdzie został kierownikiem do spraw finansowych OWA (jako główny skarbnik i członek Komendy Głównej).
W Wojsku Polskim służył od 1921 do 1933. Został awansowany do stopnia majora ze starszeństwem z dniem 1 czerwca 1919. Pracował w Wojskowym Centralnym Zakładzie Gospodarczym oraz Departamencie Intendentury Ministerstwa Spraw Wojskowych. 2 listopada 1923 został przydzielony z Rezerwy Oficerów Sztabowych do Departamentu Intendentury MSWojsk. z jednoczesnym odkomenderowaniem na jednoroczny kurs doszkolenia w Wyższej Szkole Intendentury w Warszawie. 1 listopada 1924, po ukończeniu kursu, został przydzielony do Departamentu Przemysłu Wojennego MSWojsk. na stanowisko referenta.
1 marca 1926 został zatwierdzony na stanowisku szefa wydziału II administracyjnego Departamentu Przemysłu Wojennego MSWojsk. Z dniem 25 sierpnia 1927 został przeniesiony z korpusu oficerów intendentów do korpusu oficerów uzbrojenia w stopniu majora ze starszeństwem z 1 czerwca 1919 i lokatą 22.02, przeniesiony z kadry oficerów służby intendentury do kadry oficerów artylerii z równoczesnym przesunięciem z byłego Departamentu Przemysłu Wojennego MSWojsk. do Biura Ogólno Administracyjnego MSWojsk. na stanowisko pełniącego obowiązki inspektora. W kwietniu 1928 został zwolniony z zajmowanego stanowiska z równoczesnym oddaniem do dyspozycji szefa Wydziału Wojskowego przy Ministerstwie Przemysłu i Handlu. Z dniem 1 kwietnia 1929 został przeniesiony do Wojskowego Zakładu Zaopatrzenia Uzbrojenia na stanowisko szefa wydziału zakupów. 2 grudnia 1930 prezydent RP nadał mu stopień podpułkownika ze starszeństwem z dniem 1 stycznia 1931 i 3. lokatą w korpusie oficerów uzbrojenia. W październiku 1931 został przydzielony do Departamentu Uzbrojenia Ministerstwa Spraw Wojskowych w Warszawie na stanowisko szefa wydziału ogólnego. We wrześniu 1933 został przeniesiony do dyspozycji szefa Biura Personalnego Ministerstwa Spraw Wojskowych z zachowaniem dotychczasowego dodatku służbowego. Z dniem 30 kwietnia 1934 został przeniesiony w stan spoczynku.
Pełnił funkcję wicedyrektora Polskiego Radia.
Po wybuchu II wojny światowej, kampanii wrześniowej i agresji ZSRR na Polskę z 17 września 1939 w nieznanych okolicznościach został aresztowany przez sowietów. Był osadzony w obozie w Starobielsku. Wiosną 1940 został zamordowany przez funkcjonariuszy NKWD w Charkowie i pogrzebany potajemnie w bezimiennej mogile zbiorowej w Piatichatkach, gdzie od 17 czerwca 2000 mieści się oficjalnie Cmentarz Ofiar Totalitaryzmu w Charkowie. Figuruje na Liście Starobielskiej NKWD, pod poz. 1619.

## Upamiętnienie
5 października 2007 minister obrony narodowej Aleksander Szczygło mianował go pośmiertnie na stopień pułkownika. Awans został ogłoszony 9 listopada 2007 w Warszawie, w trakcie uroczystości „Katyń Pamiętamy – Uczcijmy Pamięć Bohaterów”.
W ramach akcji „Katyń... pamiętamy” / „Katyń... Ocalić od zapomnienia” przy Zespole Szkół w Czarnej został zasadzony Dąb Pamięci Bolesława Konarskiego.

## Ordery i odznaczenia
- Krzyż Niepodległości – 17 marca 1932 „za pracę w dziele odzyskania niepodległości”[23]
- Krzyż Walecznych[24]
- Złoty Krzyż Zasługi – 10 listopada 1928[25]
- Medal Pamiątkowy za Wojnę 1918–1921[1]
- Srebrne Palmy Oficera Akademii – 1928[26]
- Medal Zwycięstwa – 1921[27]